# Operacja Astonia
Operacja Astonia (znana również jako bitwa o Hawr) – aliancki atak na kontrolowane przez Niemców miasto i port Hawr nad kanałem La Manche w północnej Francji, który miał miejsce podczas II wojny światowej w dniach 10–12 września 1944 r. Miasto zostało ogłoszone przez Adolfa Hitlera twierdzą (niem. Festung), która miała być broniona do ostatniego człowieka. Głównym celem aliantów było zabezpieczenie obiektów portowych w nienaruszonym stanie, bo umożliwiłoby dostarczanie tam zapasów armiom alianckim w Europie. Od 26 sierpnia okręty Royal Navy i samoloty Royal Air Force przeprowadziły blokadę i szeroko zakrojone bombardowania przygotowawcze miasta, w których zginęło ponad 2 tys. cywilów i tylko 19 żołnierzy niemieckich. Atak lądowy został przeprowadzony przez brytyjską 49 Dywizję Piechoty West Riding i 51 Dywizję Piechoty Highland, wspieraną przez specjalistyczne pojazdy pancerne z 79 Dywizji Pancernej, a także żołnierzy kanadyjskich. Niemiecki garnizon złożony z około 11 tys. ludzi poddał się 12 września; port został poważnie uszkodzony, ale ponownie otwarto go 9 października. Z powodu śmierci tak wielu cywilów, dowódcy alianccy pozwolili francuskim mieszkańcom opuścić Boulogne i inne miasta portowe przed przyszłymi atakami.

## Tło sytuacyjne

### Inwazja na Normandię

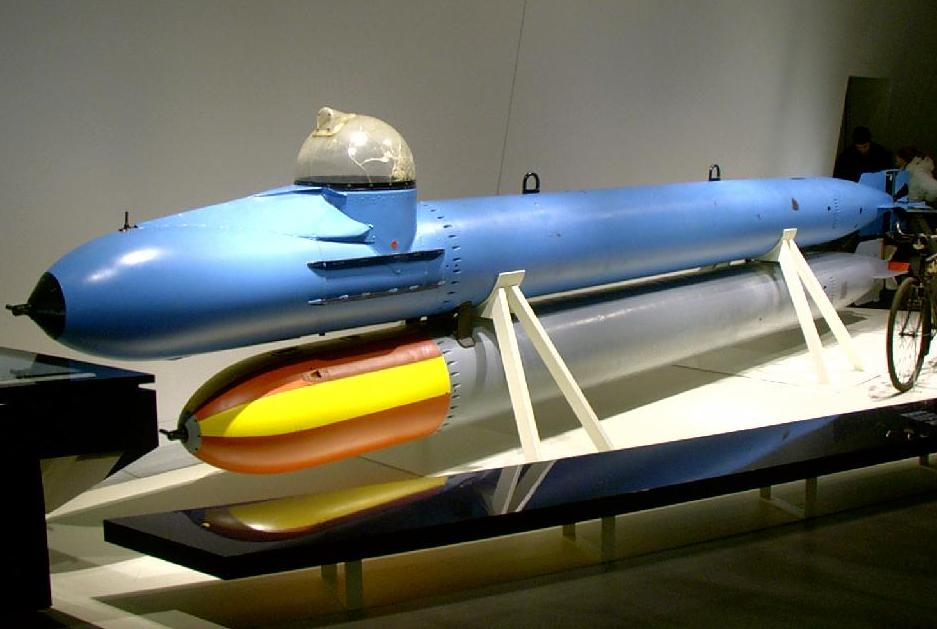
Miniaturowy okręt podwodny Neger

W D-Day, 6 czerwca 1944 r. wojska alianckie wylądowały w Normandii na północnym wybrzeżu Francji w ramach operacji Overlord, rozpoczynając wyzwalanie Francji. Już w dniu lądowania alianckie samoloty położyły zasłonę dymną nad Hawrem, aby oślepić niemiecką artylerię nadbrzeżną w rejonie tego miasta. Niemcy wykorzystali to jednak na swoją korzyść. Flotylla torpedowców oraz flotylla okrętów patrolowych wypłynęła z portu, wykorzystując dym jako kamuflaż. Niemieckim jednostkom pływającym udało się wystrzelić 15 torped o 5:30, trafić i zatopić niszczyciel „Svenner”, oraz zmusić kilka innych okrętów do podjęcia ruchów wymijających. 6 lipca okręty alianckie zgłosiły „niezwykły obiekt” przechodzący przez linię Pstrąga, wschodnią flankę obszaru inwazji. Obiekt pojawił się na wodzie, wystrzelił torpedę i odpłynął. Niedługo potem pojawiło się w dużym rozproszeniu kilka podobnych obiektów, które również odpaliły torpedy. Niemcom udało się zatopić dwa trałowce za cenę utraty dziewięciu zatopionych i piętnastu utraconych obiektów ze wszystkich 26, które wypłynęły z Hawru; później ustalono, że były to miniaturowe okręty podwodne Neger z małej jednostki bojowej K-Verband. W nocy z 7 na 8 lipca 21 Negrów opuściło Hawr i wszystkie zostały zatopione, większość ich operatorów zginęła. Tym razem tylko jeden brytyjski trałowiec został zatopiony, a polski krążownik ORP „Dragon” uszkodzony w rejonie plaży Sword (20 lipca dokonano jego samozatopienia jako elementu falochronu).

### Czerwiec – sierpień
Samoloty RAF atakowały Hawr wieczorem 14 czerwca; dwadzieścia dwa bombowce Avro Lancaster z 617 Dywizjonu Bombowego z idącymi na czele jako przecieracze szlaków (ang. pathfinder) maszynami De Havilland Mosquito, zrzuciły bomby Tallboy na niemieckie Schnellbooty, co znacznie zmniejszyło zagrożenie stwarzane przez kutry torpedowe w rejonie. Po tym precyzyjnym bombardowaniu nadleciało kolejnych 228 Lancasterów, a trzy godziny później przybyła druga fala 116 samolotów, zrzucając 1910 ton bomb na port i pozycje dział przeciwlotniczych. Był to największy nalot w wykonaniu RAF Bomber Command od początku wojny. Zbiegiem okoliczności działom przeciwlotniczym w Hawrze zabroniono strzelać, aby chronić samoloty Luftwaffe w okolicy. Bombowce zabiły około 1 tys. żołnierzy Seebataillon, niemieckiej piechoty morskiej i skutecznie zniechęciły do walki pozostałych; zniszczyły też jednostki morskie o ładowności około 15 tys. ton. 9 Schnellbootów z 5. i 9. flotylli zostało zatopionych, dwa poważnie uszkodzone, a jeden lekko uszkodzony, zatopiono trzy z pięciu kutrów torpedowych w porcie, dwadzieścia trałowców i okrętów patrolowych oraz dziewiętnaście holowników, jak też kilka jednostek pomocniczych, a osiem innych uległo uszkodzeniu.
Adm. Theodor Krancke nazwał nalot katastrofą, a w dzienniku wojennym napisał: „Nie będzie możliwe przeprowadzenie zaplanowanych operacji [...] po wczorajszym ataku na Hawr”. Niektóre Schnellbooty dotarły do Hawru w połowie czerwca, ale do końca lipca działało ich już tylko sześć na wybrzeżu kanału La Manche. Royal Navy utworzyła Eskadrę Wsparcia Wschodniej Flanki, grupę małych uzbrojonych w armaty łodzi, które cumowały przy brzegu w ciągu dnia, aby ostrzeliwać cele lądowe, a nocą patrolowały wybrzeże. Eskadra stoczyła wiele starć ze Schnellbootami i K-Verbandem; w nocy z 2 na 3 sierpnia Niemcy wysłali dwadzieścia żywych torped Linsen, ponad pięćdziesiąt miniaturowych okrętów podwodnych Marder oraz wyprowadzili kilka ataków Schnellbootów z nowymi torpedami Dackel; większość niemieckich jednostek została zatopiona.

### Twierdza Hawr

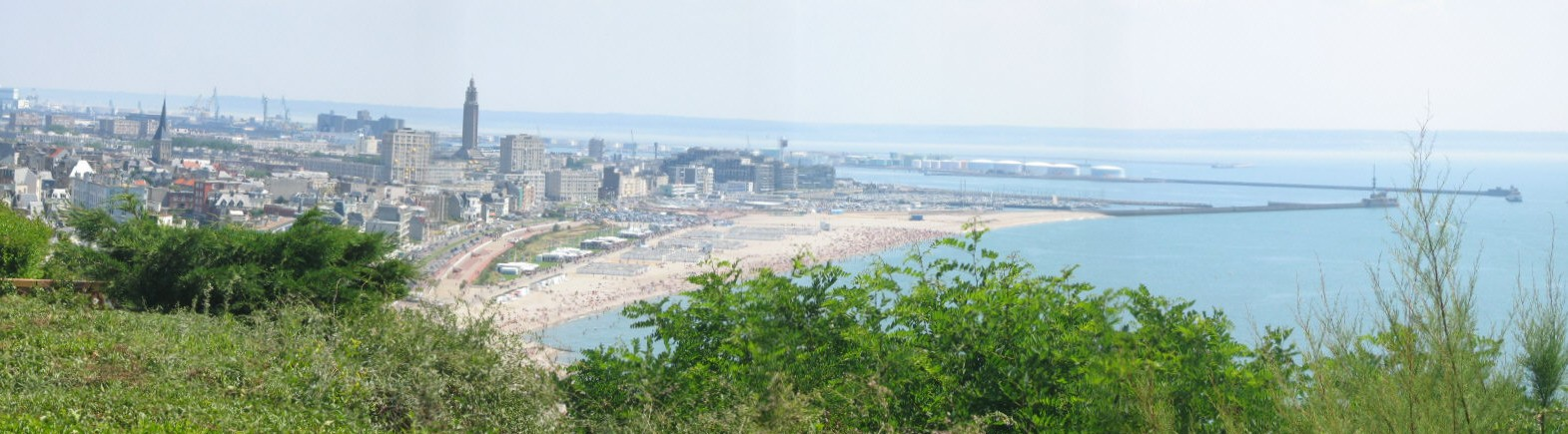
Hawr, widok współczesny

Hawr był najważniejszym portem przy kanale La Manche i ustępował tylko Marsylii wśród wszystkich portów francuskich pod względem przepustowości, posiadając 13 km nabrzeża umożliwiającego przyjmowanie statków oceanicznych. W operacji Maple od początku kwietnia brytyjskie samoloty i okręty zaminowały wody przybrzeżne Hawru i innych portów francuskich dalej na północny wschód, co na długi czas zamknęło port dla Niemców. Na początku września 1944 r. oddziały niemieckiej 15 Armii gen. Gustawa-Adolfa von Zangena zajęły obszar wybrzeża od portu w Hawrze do Brugii, który był atakowany przez 1 Armię Kanadyjską od początku września. Port był otoczony wodą z trzech stron: kanałem La Manche na zachodzie, doliną rzeki Lézarde na wschodzie i Kanałem de Tancarville na południu przy ujściu Lézarde do Sekwany. Na północ od Hawru ziemia wznosi się stromo, aż do klifów Cap de la Hève i wybrzeża na północy. Doliny Lézarde i Fontaine przecinają ten obszar na dwa płaskowyże, przy czym północny płaskowyż znajduje się między rzekami a południowy płaskowyż na południe i zachód od Fontaine, która góruje nad portem; 4,8 km w głąb lądu południowy płaskowyż jest osłonięty przez duży park Fôret de Montgeon.
Niemcy wykopali wielki rów przeciwpancerny z doliny Lézarde obok Montivilliers do wybrzeża w okolicy Octeville-sur-Mer; rozstawili perymetr obronny pokryty polami minowymi, drutem kolczastym i betonowymi bunkrami. Na szczycie południowego płaskowyżu dwie ufortyfikowane pozycje obejmowały wejście do miasta i portu, a bateria artylerii nadbrzeżnej Grand Clos mogła atakować zbliżające się do brzegu alianckie okręty. Garnizon miał 115 dział (pomimo tego, że wiele armat przeciwpancernych wysłano do Normandii przed wrześniem i utracono), mnóstwo karabinów maszynowych i moździerzy, dużo amunicji oraz zapasy żywności dla 14 tys. ludzi na dziewięćdziesiąt dni. W pobliżu Fontaine La Mallet znajdował się najsilniej ufortyfikowany Punkt Umocniony nr 8 z kilkoma betonowymi stanowiskami dla armat, pierwszy z serii obejmującej północne podejścia do portu. Pola minowe i zapory przeciwczołgowe zostały zbudowane pospiesznie, nałożone na wcześniejszy i niedokończony plan obrony oparty na punktach umocnionych. Na zachód od Punktu Umocnionego nr 8 teren nie jest odpowiedni dla czołgów, ale na wschodzie aż do Lézarde ziemia jest płaska i wolna od przeszkód, z łagodnym nachyleniem 180 m po obu stronach; płaskowyże są na tej samej wysokości co punkt umocniony, który rządził strumieniem. Rów przeciwpancerny miał kształt litery V, szerokość 6,7 m u góry i głębokość większą niż 3,7 m, ale nie był nieprzerwany.

### Przeprawa przez Sekwanę
Plany inwazji alianckiej wymagały, aby 1 Armia Kanadyjska gen. Harry’ego Crerara na lewej flance 21 Grupy Armii przekroczyła Sekwanę poniżej Rouen, skręciła w lewo na półwysep Hawr i wykonała manewry flankujące po prawej stronie, aby przejąć miasto wraz z jego połączeniami kolejowymi: Dieppe, Calais i Dunkierką, dzięki ich portom zabezpieczając potrzeby zaopatrzeniowe aliantów. W nocy z 26 na 27 sierpnia rozpoczęło się forsowanie Sekwany przez 1 Armię Kanadyjską, a Rouen zostało zdobyte 30 sierpnia. I Korpus Kanadyjski wykorzystał wszelkie możliwości do improwizacji, aby przedostać się przez dolną Sekwanę, na której nie było ani jednego mostu, a II Korpus nacierał dalej w górę rzeki. Korpusy otrzymały rozkaz zdobycia odpowiednio: Hawru i Dieppe, a następnie oczyszczenia pasa przybrzeżnego aż do Brugii. Niemiecka 7 Armia otrzymała rozkaz opuszczenia rejonu dolnej Sekwany, a do 31 sierpnia 15 Armia utrzymywała linię z Dieppe do Neufchâtel-en-Bray, lecz szybkość natarcia aliantów zmusiła ich do wycofania się za Sommę. W ramach operacji Fusillade 1 września do Dieppe wkroczyła kanadyjska 2 Dywizja Piechoty, a 51 Dywizja Piechoty Highland wyzwoliła Saint-Valery-en-Caux, cztery lata po tym, jak większość tej samej dywizji pierwszego formowania została zmuszona do poddania się podczas klęski we Francji w 1940 r. Żołnierze 51-ej dołączyli do 49 Dywizji West Riding pod Hawrem 4 września. Gdy armia kanadyjska przygotowywała atak na Hawr, ruch od strony morza był ściśle kontrolowany przez aliancką flotę od 26 sierpnia; port był najbardziej położonym na zachód miejscem we Francji znajdującym się nadal pod kontrolą Niemców, a jednostki Kriegsmarine próbowały uzupełnić zapasy garnizonu i ewakuować się do Niemiec. W ciągu następnych czterech nocy konwoje opuszczające Hawr zostały zaatakowane przez brytyjskie okręty i tylko kilku statkom udało się wymknąć; zatopiono dziewięć okrętów, a do 30 sierpnia port był pusty.

## Preludium

### Niemiecka obrona
14 sierpnia 1944 r. płk Hermann-Eberhard Wildermuth objął dowództwo nad fortecą Hawr, a następnie oszacował efektywną siłę bojową garnizonu na około 8 tys. ludzi, z ogólnej liczby 11 tys. personelu. Pod jego dowództwem znalazł się Festungs Stamm Abteilung (batalion forteczny, stały garnizon miasta), elementy 226 Dywizji Piechoty i 245 Dywizji Piechoty; batalion z 5 Pułku Policyjnego, żołnierze piechoty morskiej i spieszony personel Kriegsmarine. Około 50 tys. francuskich cywilów pozostało w mieście, z populacji oscylującej przed bitwą w okolicach 160 tys. osób. 9 września Wildermuth nakazał odpierać ataki piechoty przy użyciu każdej dostępnej broni, nawet pistoletów, ale gdy atakowały czołgi, punkty obrony, które nie miały dział przeciwpancernych, miały prawo się poddać; garnizon miał walczyć nie do ostatniego człowieka, ale do ostatniego działa przeciwpancernego. Przed atakiem obrońcy otrzymali ultimatum i zostali wezwani do poddania się; Wildermuth w odpowiedzi poprosił o ewakuację cywili. Odwoływał się do brytyjskiego humanizmu i powtórzył swoją prośbę nawet po rozpoczęciu bombardowania, ale nie został wysłuchany. Gen. Crocker uznał, że proponowany dwudniowy rozejm mający na celu ewakuowanie ludności cywilnej potrwa zbyt długo i opóźni zdobycie portu.

### Przygotowania aliantów
Planowano bombardowanie morskie i powietrzne w celu zmiękczenia fortyfikacji Le Havre. Pancernik HMS „Warspite” i monitor HMS „Erebus” ostrzelały port ponad 4100 tonami pocisków w ciągu kilku dni. 5 września „Erebus” został tymczasowo wycofany z działań wojennych z powodu trafienia z baterii Grand Clos, która miała jedną armatę 380 mm i dwie armaty 170 mm; obrona portu posiadała także 44 działa średnie i polowe oraz 32 działa przeciwlotnicze. Atak bombowców RAF-u 5 września był pierwszym z serii siedmiu nalotów. W nocy z 6 na 7 września zaatakowano przy użyciu podobnej liczby samolotów, a 8 września doszło do kolejnego nalotu w wykonaniu 109 maszyn; nalot 9 września musiał zostać odwołany z powodu złej pogody, ale ponownie zrzucono ok. 4100 ton bomb. 10 września przeszło 60 bombowców zaatakowało baterię Grand Clos, która następnie była ostrzeliwana z „Warspite” i „Erebusa”, co uciszyło niemieckie działa. Bombowce powróciły po południu i zrzuciły kolejne 5 tys. ton bomb, gdy brytyjska artyleria dywizyjna oraz 4 i 9 Armijna Grupa Artylerii Królewskiej przeprowadziły skoordynowany ostrzał wymierzony w niemieckie działa przeciwlotnicze w czasie trwania nalotów. Przed rozpoczęciem ataku naziemnego, RAF wysłał nad Hawr 1863 ciężkich bombowców Avro Lancaster i Handley Page Halifax, z których zrzucił ponad 9700 ton bomb. Bombardowania powietrzne i morskie zabiły około 2 tys. francuskich cywilów i 19 Niemców.

### Alianckie plany
Podczas kampanii w Europie Północno-Zachodniej (od 6 czerwca 1944 r. do 7 maja 1945 r.) brytyjskie pojazdy specjalistyczne znajdowały się zawsze pod opieką 79 Dywizji Pancernej gen. Percy’ego Hobarta i były dołączane do innych jednostek na czas trwania poszczególnych operacji. W czasie operacji Astonia, 79 Dywizja Pancerna zapewniła wsparcie 49 Dywizji siłami 222 Dywizjonu Szturmowego, dwoma szwadronami czołgów M4 Sherman z zamontowanymi trałami przeciwminowymi, znanymi jako Crabs z 22 Pułku Dragonów oraz szwadronu czołgów Churchill Crocodile ze 141 Pułku Królewskiego Korpusu Pancernego. Dywizja posiadała również 34 Brygadę Pancerną i kanadyjskich 1 Pułk Pojazdów Pancernych z 44 transporterami Kangaroo. W planie I Korpusu, w fazie I 49 Dywizja miała przebić się na froncie północnym, przechwytując punkty umocnione na południu i przekraczając Fontaine. W fazie IIa 51 Dywizja miała za zadanie przedzierać się po prawej, a w fazie IIb 49 Dywizja powinna zająć południowy płaskowyż. W fazie III 51 Dywizja została zobowiązana do zajęcia terenów wokół Octeville i wyżyn na północ od Hawru, a w fazie IV wszystkie siły bezwzględnie miały wykorzystać każdą okazję do zdobycia miasta [30].

## Atak

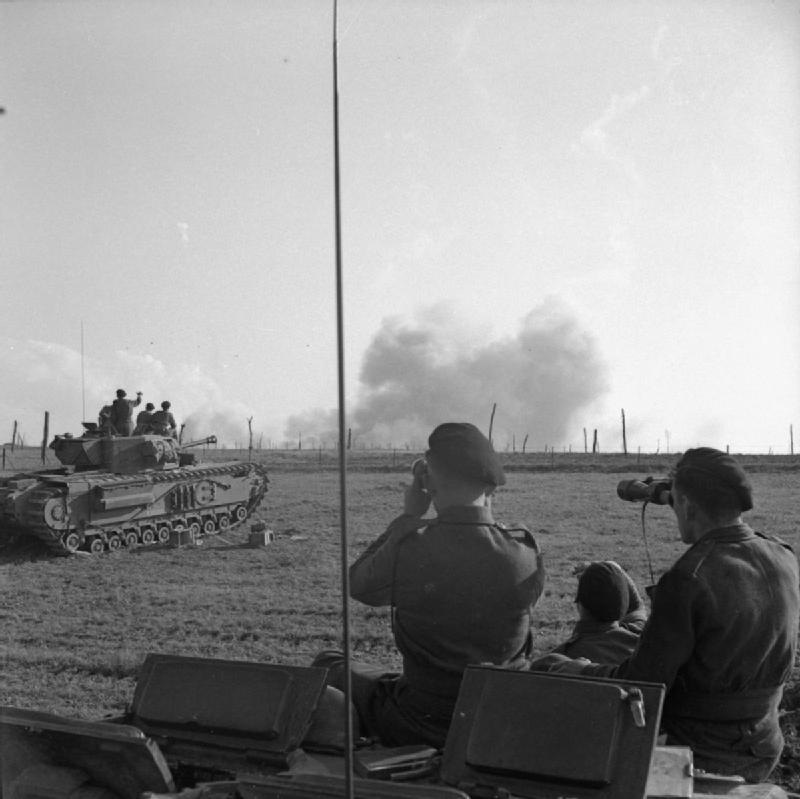
Załogi czołgów Churchill obserwują przez lornetki, jak bombowce RAF-u bombardują niemiecką obronę Hawru, 10 września 1944 r.

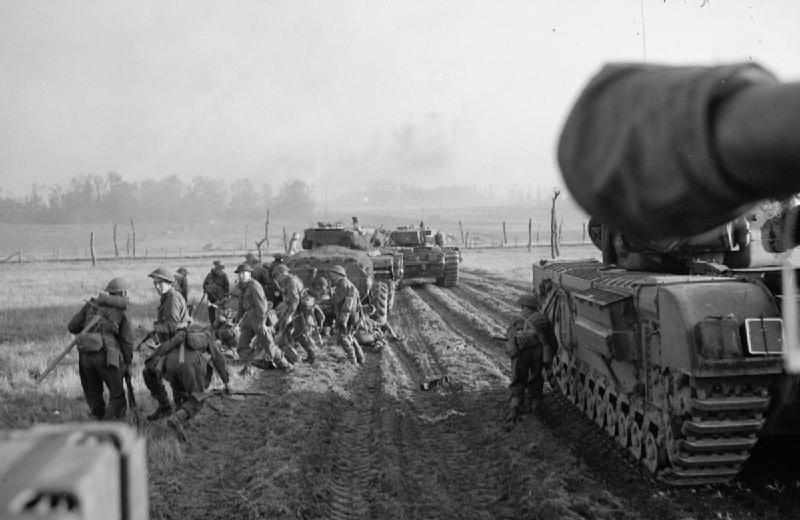
Kanadyjska piechota i czołgi Churchill w czasie ataku na Hawr

### 10 września
Na wschód od Punktu Umocnionego na 8 rów przeciwczołgowy szedł blisko szczytu zbocza w dół do strumienia, z polem minowym z przodu. 56 Brygada Piechoty pod dowództwem bryg. M. S. Ekina miała poprowadzić atak na czele 49 Dywizji. Plan ataku polegał na przebiciu się przez niemiecką obronę w celu umożliwienia rzucenia dalszych sił do ataku przez wyłom, a następnie dalszego natarcia i zdobycia miasta. Atak dwóch dywizji rozpoczął się 10 września o godz. 17:45, kiedy to brytyjskie okręty walczyły z niemieckimi bateriami nadbrzeżnymi, a bombowce RAF-u zrzuciły dodatkowe 5100 ton bomb dziewięćdziesiąt minut przed godziną zero. Dzięki pomocy wyspecjalizowanych pojazdów pancernych z 79 Dywizji Pancernej i kanadyjskiego 1 Pułku Pojazdów Pancernych, takich jak transportery Kangaroo i czołgi Sherman Crab, pierwsza część ataku przebiegła szybko, przeprowadzając ludzi i sprzęt przez luki w polu minowym i przerwy w rowie przeciwczołgowym. 49 Dywizja Piechoty najpierw przedarła się do północno-wschodniej części Hawru, a następnie 51 Dywizja Piechoty Highland zaatakowała z prawej strony od północy. Ulewne deszcze sprawiały jednak, że brzegi rzek były znacznie bardziej zabłocone niż płaskowyże, spowalniając ciężki sprzęt i inne pojazdy w miejscu, w którym były najbardziej narażone na ostrzał. 79 Dywizja Pancerna straciła 34 czołgi Crab, dwa czołgi dowodzenia i 6 pojazdów opancerzonych Inżynierów Królewskich.

### 11–12 września
Drugiego dnia atak kontynuowano przy wsparciu myśliwców bombardujących Hawker Typhoon i pojazdów pancernych. W obliczu groźby spłonięcia od płomieni rzucanych przez czołgi Churchill Crocodile wyposażone w miotacze ognia ostatnie punkty zewnętrznej obrony poddały się o godzinie 14:00 11 września. Rankiem trzeciego dnia ataku centrum miasta zostało oczyszczone przez piechotę obu dywizji, co wymusiło oficjalną kapitulację niemieckiego dowódcy garnizonu o 11:45 12 września. 11 300 niemieckich żołnierzy zostało wziętych do niewoli.

## Następstwa

### Analiza
Pomimo złej pogody, bombardowania z powietrza znacznie utrudniły Niemcom obronę portu, a ostatni atak tuż przed rozpoczęciem operacji naziemnej 10 września, inspirowany doświadczeniem z operacji Charnwood, spowodował dużą dezorganizację wśród obrońców. Operacja Astonia była modelową operacją połączoną, w której efektywnie wykorzystano brytyjską przewagę w precyzyjnych atakach mających na celu przełamanie linii obrony w jednym miejscu, wspieranych przez zmasowaną siłę ognia artylerii, lotnictwa i wojsk pancernych. Duży nacisk położono na utrzymanie tempa ataku. Chociaż podczas operacji padło niewiele ofiar alianckich, zniszczenia infrastruktury portowej były poważne, 18 km doków i 15 tys. budynków zostało zniszczonych, ale port ponownie otwarto 9 października. Płk Wildermuth twierdził, że brak dział przeciwpancernych uniemożliwił długą obronę portu, ale inni jeńcy twierdzili, że nawet doświadczenie frontu wschodniego było mniej trudne niż tamto bombardowanie. Z powodu skandalu spowodowanego licznymi ofiarami wśród francuskich cywilów, siły alianckie oblegające Calais pozwoliły ewakuować cywili przed atakiem, zaś Dunkierka była oblegana aż do końca wojny.

### Straty
W oficjalnej historii armii brytyjskiej Lionel Ellis odnotował schwytanie 11 300 niemieckich jeńców za mniej niż 500 ofiar alianckich. W 1960 r. Charles Stacey, oficjalny historyk armii kanadyjskiej, zanotował 11 302 niemieckich jeńców i 388 ofiar w I Korpusie. W 2014 roku John Plant napisał, że 22 Pułk Dragonów stracił 29 ze swoich 33 czołgów i dwa czołgi dowodzenia, 222 Dywizjon Szturmowy stracił pięć pojazdów pancernych, a 7 Pułk sześć czołgów, jednak większość szkód została spowodowana przez miny i była możliwa do naprawienia. Tylko 11 z 22 uszkodzonych pojazdów Dragonów zostało utraconych bezpowrotnie. Około 2000 francuskich cywilów i 19 Niemców zginęło w bombardowaniach powietrznych i morskich.